# Fred Barrett
Frederick William Barrett (Ottawa, Ontario, Kanada, 1950. január 26. –) kanadai jégkorongozó, aki a National Hockey League-ben 745 mérkőzésen lépett pályára.

## Karrier
Komolyabb junior karrierjét a Toronto Marlborosban kezdte az 1966–1967-es szezonban az OHA-ban és a szezon végén a csapattal megnyerte a Memorial-kupát. Itt négy idényt töltött, de sosem tudott teljes szezont játszani folyamatos sérülései miatt. Az 1970-es NHL-amatőr drafton a Minnesota North Stars választotta ki a második kör 20. helyén majd a draft után egyből játszott is a North Starsban. A következő idényben leküldték az AHL-es Cleveland Baronshoz. Az 1972 és 1983 között csak a North Stars játékosa volt. A Minnesota játékosaként is állandó sérülések miatt nem tudott teljes idényeket játszani. Legjobb szezonjában 22 pontot szerzett. 1981-ben részese volt az elvesztett Stanley-kupa döntőnek a New York Islanders ellen. 1983-ban a Los Angeles Kingshez került de csak 15 mérkőzésen lépett pályára, mert ismét eltört a keze, így idő előtt visszavonult.

## Díjai
- J. Ross Robertson-kupa: 1967
- Memorial-kupa: 1967